# Ратерфорд (округ, Теннесси)
Округ Ратерфорд (англ. Rutherford County) располагается в штате Теннесси, США. Официально образован в 1803 году. По состоянию на 2010 год, численность населения составляла 262 604 человека.

## География
По данным Бюро переписи США, общая площадь округа равняется 1616,162 км2, из которых 1600,622 км2 — суша, и 5,000 км2, или 0,810 % — это водоёмы.

## Население
По данным переписи населения 2000 года в округе проживает 182 023 жителя в составе 66 443 домашних хозяйств и 47 440 семей. Плотность населения составляет 114,00 человек на км2. На территории округа насчитывается 70 616 жилых строений, при плотности застройки около 44,00-х строений на км2. Расовый состав населения: белые — 85,73 %, афроамериканцы — 9,51 %, коренные американцы (индейцы) — 1,90 %, азиаты — 0,29 %, гавайцы — 0,04 %, представители других рас — 1,32 %, представители двух или более рас — 1,20 %. Испаноязычные составляли 2,78 % населения независимо от расы.
В составе 66 443,00 % из общего числа домашних хозяйств проживают дети в возрасте до 18 лет, 18,00 % домашних хозяйств представляют собой супружеские пары, проживающие вместе, 56,30 % домашних хозяйств представляют собой одиноких женщин без супруга, 11,20 % домашних хозяйств не имеют отношения к семьям, 20,80 % домашних хозяйств состоят из одного человека, 5,10 % домашних хозяйств состоят из престарелых (65 лет и старше), проживающих в одиночестве. Средний размер домашнего хозяйства составляет 2,65 человека, и средний размер семьи — 3,09 человека.
Возрастной состав округа: 26,40 % — моложе 18 лет, 13,20 % — от 18 до 24, 33,50 % — от 25 до 44, 19,40 % — от 45 до 64, и 19,40 % — от 65 и старше. Средний возраст жителя округа — 31 год. На каждые 100 женщин приходится 99,10 мужчин. На каждые 100 женщин старше 18 лет приходится 97,20 мужчин.
Средний доход на домохозяйство в округе составлял 46 312 USD, на семью — 53 553 USD. Среднестатистический заработок мужчины был 36 788 USD против 26 555 USD для женщины. Доход на душу населения составлял 19 938 USD. Около 5,80 % семей и 9,00 % общего населения находились ниже черты бедности, в том числе — 8,50 % молодежи (тех, кому ещё не исполнилось 18 лет) и 9,40 % тех, кому было уже больше 65 лет.